# Oteiza ruacophila
Oteiza ruacophila là một loài thực vật có hoa trong họ Cúc. Loài này được (Donn.Sm.) J.J.Fay mô tả khoa học đầu tiên năm 1975.